# Isaac Trachtenberg
Isaac Mykhailovych Trachtenberg (Zhitómir, Unión Soviética, 11 de noviembre de 1923-Kiev, Ucrania, 27 de enero de 2023) fue un médico, higienista, toxicólogo y académico ucraniano. Fue nombrado miembro correspondiente de la Academia Nacional de Ciencias de Ucrania (1992), académico de la Universidad Nacional Médica Bogomolets, Trabajador Honorario de Ciencia y Tecnología de Ucrania (1994), ganador del premio estatal de Ucrania (2002), Bogomolets (2010), premios académicos de Medicina Preventiva de la Academia Nacional de Ciencias de Ucrania (1995, 2002, 2010).

## Biografía
Trachtenberg nació el 11 de noviembre de 1923 en Zhitómir. En 1940 se graduó de la escuela de Kiev n.º 44, y ese mismo año ingresó como estudiante de la facultad de filología de la Universidad de Kiev.
A partir de 1941, estudió en el Instituto Médico de Kiev. Al año siguiente, combinó sus estudios en el instituto con su trabajo como fabricante de herramientas en «Chelyabenergomontazhe» en la construcción de la industria de defensa de la planta. Al mismo tiempo, realizó un entrenamiento VSL-1 de 110 horas.
En 1943, fue elegido presidente del sindicato de estudiantes del Instituto Médico de Kiev. Por trabajo público activo, recibió el diploma del Consejo de Diputados del Pueblo de Cheliábinsk.
En 1944, regresó a Kiev con un equipo de alumnos y profesores del instituto, donde continuó sus estudios. Dos años más tarde, se graduó del Instituto Médico de Kiev y se inscribió en la escuela de posgrado en la competencia en el Departamento de Salud Ocupacional, dirigido por Lev Ivanovich Medved. En 1947-1948 participó en los primeros foros científicos de posguerra en Medicina Preventiva (XII Congreso de toda la Unión de ucranianos y V higienistas, epidemiólogos, microbiólogos, enfermedades infecciosas). En 1948, la comisión republicana contra la epidemia fue nombrada comisionada para realizar actividades de control Distrito ferroviario de Kiev. En el mismo año recibió la Medalla por el Trabajo Valiente en la Gran Guerra Patria 1941-1945.

## Actividades científicas
En 1951, Isaac Trachtenberg obtuvo el título de Candidato de Ciencias Médicas e ingresó como asistente al Departamento de Salud Ocupacional del Instituto Médico de Kiev, donde trabajó hasta 1955. Durante ese periodo y hasta 1972, ejerció funciones docentes bajo la dirección del académico Hayk Khachaturovich Shahbazian. En esos años, publicó tres monografías científicas: la primera dedicada al envenenamiento por mercurio, la segunda a la toxicología de los polímeros, y la tercera a la fisiología del trabajo mental.
En 1956 fue promovido al rango de profesor asociado, y en 1961 fue elegido presidente del sindicato del Instituto Médico de Kiev. En 1964 obtuvo el grado de Doctor en Ciencias Médicas, y en 1966 recibió tanto la Medalla por la Defensa de Kiev como el título académico de profesor. En 1968 fue distinguido con un diploma del Presídium del Comité Nacional Ucraniano del Sindicato de Trabajadores de la Salud y, en 1970, con el Certificado de Mérito del Comité Ejecutivo del Consejo de Diputados del Pueblo de la Ciudad de Kiev.
En 1972, fue nombrado jefe del Laboratorio de Toxicología Industrial y Salud Ocupacional para el uso de productos químicos del Instituto de Investigación de Higiene y Enfermedades Ocupacionales de Kiev, dependiente del Ministerio de Salud de Ucrania. Además, integró la Sección de Toxicología Industrial de la Comisión para los Problemas sobre las «Bases científicas de la salud y las enfermedades profesionales» de la Academia de Ciencias Médicas.

## Publicaciones

### Editor
- Miembro del consejo editorial de la revista "Literatura y Vida".
- Miembro del Consejo Editorial (sección "Higiene"), Gran Enciclopedia Médica.

### Libros
- En 2006 en la Conferencia Científica Internacional "Escuelas científicas de la Universidad Médica Nacional. Bogomoletz: desde los inicios hasta el presente "fue la presentación del libro, I. Trachtenberg, titulado "La Palabra del alma mate"».

### Otras publicaciones
Fue publicado activamente en los periódicos: "El espejo de la semana", "Día", "Pravda Ukrainy", "Periódico médico" (Moscú), "Tu protección de la salud" (Kiev), "Protección de la salud de Ucrania" (Kiev) "Doctor" (Kiev), "Mistetstvo lіkuvannya" (Kiev), "Rainbow" (Kiev).

## Reconocimientos
- Carta del Consejo de Diputados del Pueblo de Cheliábinsk por su participación en la formación de formadores de FPSO de Osoviahima.
- Medalla por el Trabajo Valiente en la Gran Guerra Patria 1941-1945
- Medalla por la Defensa de Kiev
- Diploma del Presídium del comité nacional ucraniano del sindicato de trabajadores de la salud (1968)
- Diploma del Comité Ejecutivo del Consejo Municipal de Diputados del Pueblo de Kiev (1970)
- Diploma del Ministerio de Salud de la URSS y del comité nacional ucraniano del sindicato de trabajadores de la salud en relación con el 125.º aniversario del Instituto Médico de Kiev. (1976)
- Diploma de la Junta Nacional de la Sociedad Científica de Higienistas (1980)
- El cartel "Excelente Salud" (1982)
- Medalla al Trabajador Veterano (1985)
- Insignia de pecho de 50 años de la heroica defensa de Kiev (1991)
- Diploma de fondo de caridad pública "Professional" para la participación en las secuelas del accidente de Chernobyl.
- Orden "Por méritos» de III grado (1998)
- Premio Académico de la Academia de Ciencias Médicas de Ucrania sobre medicina preventiva por la monografía "Los principales indicadores de la norma fisiológica en el hombre" (2002)
- Medalla de la Academia de Ciencias Médicas por logros destacados en el campo de la medicina en relación con el décimo aniversario de la Academia de Ciencias Médicas de Ucrania (2003)